# Supergromada w Feniksie
Supergromada w Feniksie – supergromada galaktyk znajdująca się głównie w gwiazdozbiorze Feniksa w odległości 400 milionów lat świetlnych. Ta supergromada jest położoną bliżej nas częścią Ściany Rzeźbiarza. Od Supergromady Lokalnej jest oddzielona Pustką w Rzeźbiarzu. Supergromada w Feniksie zawiera 6 głównych gromad, z których każda ma klasę obfitości 0, co oznacza, że nie są to bogate w galaktyki gromady.
| Nazwa      | Rektascensja (J2000) | Deklinacja (J2000) | Redshift (z) | Odległość w mln ly | Klasa obfitości |
| ---------- | -------------------- | ------------------ | ------------ | ------------------ | --------------- |
| Abell 2731 | 00h 10m 12s          | -56° 59′ 00″       | 0,0300       | 415                | 0               |
| Abell 2806 | 00h 40m 12s          | -56° 10′ 00″       | 0,0265       | 365                | 0               |
| Abell 2836 | 00h 53m 07s          | -47° 37′ 00″       | 0,0288       | 395                | 0               |
| Abell 2870 | 01h 07m 42s          | -46° 55′ 00″       | 0,0225       | 310                | 0               |
| Abell 2877 | 01h 09m 48s          | -45° 54′ 00″       | 0,0235       | 325                | 0               |
| Abell 2896 | 01h 18m 18s          | -37° 06′ 00″       | 0,0306       | 420                | 0               |

Najbardziej bogatą gromadą w tej supergromadzie jest Abell 2877. Znajduje się w niej olbrzymia galaktyka eliptyczna IC 1633 o średnicy ponad 270 000 lat świetlnych.